# Wirgilia
Wirgilia, Wergilia – imię żeńskie pochodzenia łacińskiego. Imię pochodzi od rzymskiego rodu Wirgiliuszów, Wergiliuszów. Wśród patronów tego imienia znajduje się św. Wirgiliusz z Arles, który imieniny obchodzi 5 marca.
W Polsce imię rzadkie. W styczniu 2024 r. w rejestrze PESEL, wśród publicznie dostępnych danych dotyczących osób żyjących, wykazano 7 kobiet o imieniu Wirgilia nadanym jako imię pierwsze oraz 5 kobiet z imieniem Wirgilia jako drugim.
W opublikowanych danych z bazy PESEL brak wystąpienia formy imienia Wergilia.

## Imię Wirgilia w innych językach[1]
- łacina – Vergilia, Virgilia,
- angielski – Virgilia[9],
- niemieckl – Virgilia,
- rumuński – Virgilia,
- włoski – Virgilia.

## Kobiety o imieniu Wirgilia
- Wirgilia – żona Koriolana w sztuce Koriolan autorstwa William Szekspira.